# Perejaume
Pere Jaume Borrell i Guinart, conegut amb el nom de Perejaume (Sant Pol de Mar, Maresme, 20 de gener de 1957) és un artista i poeta català. Va estudiar història de l'art a la Facultat de Filosofia i Lletres de la Universitat de Barcelona i va practicar pintura i dibuix al Cercle Artístic de Sant Lluc. La seva obra rep influències de Hans Syberg, Bruno Latour, Àngel Valente, Joan Brossa, Josep Maria Jujol o Joan Coromines. També d'altres menys coneguts com els pintors santpolencs Avi Vila i J. Pou. El 2005 fou guardonat amb el Premi Nacional d'Arts Visuals concedit per la Generalitat de Catalunya i l'any 2006 fou guardonat amb el Premi Nacional d'Arts Plàstiques concedit pel Ministeri de Cultura d'Espanya.

## Obra
A la dècada del 1970 inicià les seves primeres exposicions, inicialment a la seva població natal, una època en la qual destaca la influència de les avantguardes històriques, fent del paisatge i la cultura catalana l'eix central de la seva obra.
Amb clares arrels surrealistes el seu interès per la pintura ha transcendit el seu caràcter merament pictòric, esdevenint la seva obra poètica d'igual o més importància que l'anterior. Des dels inicis de la dècada del 1980 porta a terme una àmplia producció que inclou llibres de poesia, assaig, crítica i catàlegs. Perejaume també és considerat deixeble de Joan Miró, i ha exposat a l'Espai 13 de la Fundació Joan Miró en diverses ocasions. No obstant, l'any 2013, la seva obra participà d'una exposició col·lectiva a l'espai expositiu de la Fundació.

### Obres destacades
- 1984: El Postaler
- 1988: El Cim de Catiu d'Or
- 1991: Desescultura
- 1999: Platea Abrupta (Vuit plafons circulars del sostre, i els tres del prosceni, del Gran Teatre del Liceu)
- 2000: Courbet i Allò que devem estar dibuixant amb les nostres formes de viure
- 2002: Correcció de la llera del Torrent de Folgueroles… i L'obra de Granollers.,[5] dins d'un projecte del MACBA i la Diputació de Barcelona
- 2007: Enclavament de Bellaterra
- 2010: Ballar la veu
- 2017: La rel de l'arbre és una roda. Els arbres ballen la paraula de Llull. Cartoixa d' Escaladei

### Exposicions rellevants
- 1980: Perejaume. Galeria Joan Prats, Barcelona
- 1982: Espai 10 (Fundació Joan Miró) Viatge (environement - acció)[6]
- 1985: Postaler. Sala d'Exposicions de la “Fundació Caixa de Pensions”, Barcelona
- 1987: Perejaume. Centre regional d'Art Contemporain Midi-Pyrénées, Toulose
- 1988: Pintura y representación. Galería Montenegro, Madrid
- 1988: A 2000 metres de pintura sobre el nivell del mar. Tinglado 2, Tarragona
- 1989: Marea –Tide. Milford Gallery, Nova York (1989)
- 1989: Fragments de Monarquia. Mosel & Tschechow, Munic
- 1990: Perejaume. Meyers/ Bloom Gallery, Santa Monica, Califòrnia
- 1990: Escala. Stätische Galeria Lenbacchaus, Munic
- 1990: Galeria Joan Prats, Coll de pal. Cim del Costabona. Galeria Joan Prats, Barcelona
- 1991: Pintura per a exteriors. Espai 13, Fundació Joan Miró, Barcelona
- 1991: Pintura i Representació. New Museu, Nova York
- 1991: El grado de verdad de las representaciones. Galería Soledad Lorenzo, Madrid
- 1992: Landscapes and long distances. Arnolfini, Bristol, Anglaterra
- 1993: Terra de suro. Museu de Ceret, França

- 1995: Una terra sonora[7]
- 1996: Tres dibuixos. Centro Galego de Arte Contemporánea, Santiago de Compostela
- 1997: Girona, Sant Pol, Pineda i la Vall d'Oo, Sales Municipals de Girona; Teatre de Girona; Museu de Pintura de Sant Pol de Mar; Sala Municipal d'Exposicions de Pineda de Mar; Acció a la Vall d'Oo, Pirineu
- 1998: Perejaume. Galería Trinta, Santiago de Compostela
- 1999: Oleoducte. Sa Nostra, Palma
- 1999: Deixar de fer una exposició. MACBA[a], Barcelona
- 2000: Girona, Sant Pol, Pineda i la Vall d'Oo, Sales Municipals de Girona; Teatre de Girona; Museu de Pintura de Sant Pol de Mar; Sala Municipal d'Exposicions de Pineda de Mar; Acció a la Vall d'Oo, Pirineu
- 2003: Retrotabula. Centro-Museo ARTIUM, Vitoria
- 2005: Amidament de Joan Coromines. Fundació Caixa Catalunya, la Pedrera, Barcelona
- 2007: Pessebre Sert. Fundació Joan Miró, Barcelona
- 2009: Imágenes proyectadas 1983-2009. Centro de Arte Caja de Burgos, CAB, Burgos
- 2009: Màquina d'alé, Galeria Joan Prats[8]
- 2011: Ai Perejaume, si veies la munió d'obres que t’envolten, no en faries cap de nova! La Pedrera,[9] Barcelona
- 2014: Maniobra de Perejaume. MNAC, Barcelona
- 2015: Condensacions. Galeria Joan Prats, Barcelona
- 2016: Algunos árboles. Nogueras Blanchard, Madrid

### Llibres publicats
- 1989: Ludwig-Jujol. Què és el collage sinó acostar soledats?
- 1990: El bosc a casa, amb Joan Brossa
- 1992: Oli damunt paper
- 1993: La pintura i la boca
- 1995: El paisatge és rodó
- 1998: Oïsme (amb pròleg de Josep Palau i Fabre; ISBN 9788482566122)
- 1999: Deixar de fer una exposició (Catàleg de l'exposició)
- 2000: Cartaci, amb Joan Brossa
- 2003: Obreda
- 2004: Cims pensamenters de les reals i verdagueres elevacions
- 2007: L'obra i la por
- 2011: Pagèsiques (Premi Lletra d'Or, 2012)
- 2014: Mareperlers i ovaladors[10]
- 2015: Paraules locals
- 2018: Treure una marededéu a ballar
- 2019: El potser com a públic
- 2020: Fonts líquides i fonts lignificades
- 2022: El sol i les fogueres
- 2024: Apunts de cinema
- 2025: Oro y estiércol  (selecció de textos traduïts al idioma castellà)
- 2025: L'escrita[11]